# Nafúd
Nafúd,  též Velký Nefúd, An Nafud nebo Al-Nefud (arabsky صحراء النفود‎, ṣahrā' al-nefud) je poušť na Arabském poloostrově v severní oblasti Saúdské Arábie. Je přibližně 290 kilometrů dlouhá, 225 kilometrů široká a její rozloha dosahuje 103 600 km². Jiné zdroje uvádějí rozlohu pouze 56 000 km².

## Charakteristika pouště
Poušť Nafúd je známá výskytem náhlých silných větrů.  Patří mezi ergy, tj. písečné pouště s pohyblivými dunami, v nichž se nevyskytuje prakticky žádná vegetace. Nafúd tvoří duny cihlově červeného písku přesouvaného větrem. Srážky se objevují pouze jednou nebo dvakrát ročně. V některých nížinách, zejména v blízkosti pohoří Hidžáz, se vyskytují oázy, ve kterých se pěstují ječmen, zelenina, ovoce (např. datle). Nafúd je propojen se sousední pouští Dahná a vzdálenější Rub al-Chálí koridorem štěrků a písečných dun asi 1300 kilometrů dlouhým a 24–80 kilometrům širokým.